# Boogie Nights (radioprogramma)
Boogie Nights was een Nederlands radioprogramma dat op alle  werkdagen  door de VPRO werd uitgezonden via Radio 6. Het was het muzikale voorprogramma van het programma De Avonden, en werd daarom ook wel aangeduid als: De Avonden, muziek. 

## Geschiedenis
Het programma startte op maandag 4 september 2006, toen Radio 6 nog "Concertzender nieuwe stijl" heette. De laatste uitzending vond plaats op donderdag 15 januari 2009, omdat presentator Roel Bentz van den Berg als programmamaker met pensioen ging.
Boogie Nights bood, in de woorden van Roel Bentz van den Berg in de eerste aflevering op maandag 4 september 2006, “blues, rhythm and blues, jazz, country, soul, singer-songwriters, beat, de betere pop en alternatieve rock, en dat allemaal liefst een beetje rauw, met het hart, de ziel en de zenuwen bloot: elementair.” 
Het was in feite een voortzetting van de programma’s die hij al jaren met Martijn Stoffer (samen Stoffer & Bentz) maakte: Heartlands (samen met Bert van de Kamp die met Stoffer & Bentz het trio de RoBeMa's vormde), Toga Party, Stompin’, Het Koude Zweet, Nighttrain.
De uitzending werd gevuld met het draaien van cd’s en een aantal vaste rubrieken. Een enkele keer werden eigen opnamen gebruikt, zoals op donderdag 13 december 2007 en maandag 17 december 2007 toen in beide afleveringen drie nummers van Sam Baker werden uitgezonden.

## Uitzendtijden
Radio 6: 
- maandag-vrijdagavond, 19.00-20.00 uur
- herhaling: de volgende werkdag, 6.00-7.00 uur

## Medewerkers
- Presentatie: Roel Bentz van den Berg
- Samenstelling: Roel Bentz van den Berg en Martijn Stoffer

## Vaste rubrieken
- Disque Pop de la Semaine: elke week een ander (nieuw) album dat extra aandacht kreeg;
- Het supertrio: een drietal nummers dat om de een of andere reden een trio vormt: het thema, de artiest, de titel...

## Begintune
Vanaf de eerste aflevering begon het programma met een gedicht:
Het is zeven uur geweest
de dag is nog niet voorbij
de avond nog niet begonnen
àlles is nog mogelijk.
Hij kan nog bellen, zij kan nog komen.
De nacht lokt als een bergketen aan de horizon,
boven de stad gloeit een regenboog van neon
en over de rivier klinkt... muziek
Dit is Boogie Nights, met Stoffer en Bentz
en startte de begintune: 'Boogie Chillun'.
Op vrijdag 22 december 2006 werd het voor het laatst voorgelezen, en vanaf maandag 1 januari 2007 begon het programma direct met de begintune (Boogie Chillun van de Boogie Kings). De reden was dat Boogie Nights de volgende ochtend om 6.00 uur herhaald werd, en het gedicht dan niet meer zo goed paste.

## Eindtune
Als eindtune werd het nummer 'I Got a Woman' van Ray Charles, uitgevoerd door Jimmy McGriff gebruikt.